# 坎伯諾爾德
坎伯諾爾德（英語：Cumbernauld）是位於英國北部蘇格蘭格拉斯哥附近的一座新市鎮。坎伯諾爾德是依據1955年通過的法律而建設的新市鎮，並在1956年開始動工建設。計劃人口為7萬人。坎伯諾爾德的城市計劃在英格蘭的新市鎮中頗為特殊。英國首個大型郊外式購物中心就建設在這裡。坎伯諾爾德亦因其獨特的都市計劃多次獲得設計類獎項。然而坎伯諾爾德亦有許多建築隨著建築時間的增加而評價逐漸變化，被當地民眾要求改建。

## 友好城市
- 法國 布龙

## 外部連結
维基共享资源上的相關多媒體資源：坎伯諾爾德